# François de La Tour du Pin
Lucrèce Henri François de La Tour du Pin de Chau-Montauban, né au château d'Allex, dans le diocèse de Valence, le 22 avril 1705, et  mort le 29 mars 1772 à Riez (Alpes de Haute Provence), est un prélat français du XVIIIe siècle, évêque de Riez. 

## Biographie
François de La Tour du Pin est le fils de Charles de La Tour du Pin Montauban et de Madeleine de Corteille, le neveu de Louis de La Tour du Pin Montauban,, évêque de Toulon, l'oncle de Louis Apollinaire de La Tour du Pin Montauban, archevêque de Troyes. 
Elevé par son oncle, l'évêque de Toulon, il en devient le grand-vicaire et reçoit à l'université d'Aix le grade de docteur en théologie.
Il est fait en 1738 abbé de  Saint-Pierre de Vienne, puis est nommé à l'évêché de Riez en 1751.
Il était connu pour sa douce piété. Il fut député par la province d'Aix à l'assemblée générale du clergé de France, en 1762.
Il mourut en son palais épiscopal de Riez, le 29 mars 1772.

## Pour approfondir

### Pages connexes
- Famille de La Tour du Pin
- Liste des évêques de Riez